# RIITIIR
RIITIIR è il dodicesimo album in studio del gruppo musicale progressive black metal norvegese Enslaved, pubblicato nel 2012.

## Tracce
1. Thoughts Like Hammers – 9:30
2. Death in the Eyes of Dawn – 8:17
3. Veilburner – 6:46
4. Roots of the Mountain – 9:16
5. RIITIIR – 5:26
6. Materal – 7:48
7. Storm of Memories – 8:58
8. Forsaken – 11:15

## Formazione
- Grutle Kjellson - basso, voce
- Ivar Bjørnson - chitarra
- Arve Isdal - chitarre
- Herbrand Larsen - tastiera, sintetizzatori, voce
- Cato Bekkevold - batteria, percussioni